# Buies Creek
Buies Creek és una concentració de població designada pel cens dels Estats Units a l'estat de Carolina del Nord. Segons el cens del 2000 tenia 2.215 habitants.

## Demografia
Segons el cens del 2000, Buies Creek tenia 2.215 habitants, 612 habitatges i 211 famílies. La densitat de població era de 376,7 habitants per km².
Dels 612 habitatges en un 11,9% hi vivien nens de menys de 18 anys, en un 28,3% hi vivien parelles casades, en un 4,2% dones solteres, i en un 65,5% no eren unitats familiars. En el 43,5% dels habitatges hi vivien persones soles el 9% de les quals corresponia a persones de 65 anys o més que vivien soles. El nombre mitjà de persones vivint en cada habitatge era d'1,92 i el nombre mitjà de persones que vivien en cada família era de 2,71.
Per edats la població es repartia de la següent manera: un 6,4% tenia menys de 18 anys, un 66,2% entre 18 i 24, un 13,4% entre 25 i 44, un 7% de 45 a 60 i un 7% 65 anys o més.
L'edat mediana era de 21 anys. Per cada 100 dones de 18 o més anys hi havia 79,6 homes.
La renda mediana per habitatge era de 21.019 $ i la renda mediana per família de 39.688 $. Els homes tenien una renda mediana de 25.329 $ mentre que les dones 31.216 $. La renda per capita de la població era de 10.117 $. Entorn del 13,8% de les famílies i el 36,7% de la població estaven per davall del llindar de pobresa.

## Poblacions més properes
El següent diagrama mostra les poblacions més properes.